# Gerbillurus setzeri
Gerbillurus setzeri är en däggdjursart som först beskrevs av Duane A. Schlitter 1973.  Gerbillurus setzeri ingår i släktet Gerbillurus och familjen råttdjur. IUCN kategoriserar arten globalt som livskraftig. Inga underarter finns listade i Catalogue of Life.
Artepitetet i det vetenskapliga namnet hedrar den amerikanska zoologen Henry W. Setzer.

## Utseende
Denna gnagare blir med svans 21,7 till 26,3 cm lång, svanslängden är 11,3 till 14,5 cm och vikten varierar mellan 33 och 48 g. Djuret har 3,0 till 3,5 cm långa bakfötter och 1,2 till 1,6 cm stora öron. Mellan den mörka ovansidan och den vita undersidan förekommer en tydlig gräns. Gerbillurus setzeri har en liten tofs vid svansens slut.

## Utbredning
Arten förekommer i västra Namibia vid havet och i Angolas sydvästra hörn. Den lever där i öknar och halvöknar med glest fördelad växtlighet.

## Ekologi
De flesta exemplar gräver komplexa underjordiska bon där temperaturen ligger vid 27 till 29 °C och några individer skapar enkla bon. I det översta jordlagret varierar temperaturen däremot mellan 10 och 40 °C. Det centrala rummet fodras med gräs och det kan finnas ett förråd med frön. När honan inte är brunstig lever varje individ ensam. Artfränderna är aggressivare mot varandra än hos Gerbillurus vallinus men inte lika stridslystna som hos de två andra arterna i släktet. Utöver vanlige läten har arten läten i ultraljud. Födan utgörs av olika växtdelar samt av insekter och andra ryggradslösa djur.
Hos denna gnagare finns ingen fast parningstid. Efter kopulationen lämnar hannen en lock på honans könsorgan. En dokumenterad hona var 21 dagar dräktig och hon födde tre blinda, döva och nakna ungar. De första håren var synliga efter cirka 5 dagar, öronen öppnades efter cirka 7 dagar, framtänderna kom fram efter cirka 11 dagar och efter cirka 25 dagar slutade honan med digivning.